# Rostovská oblast

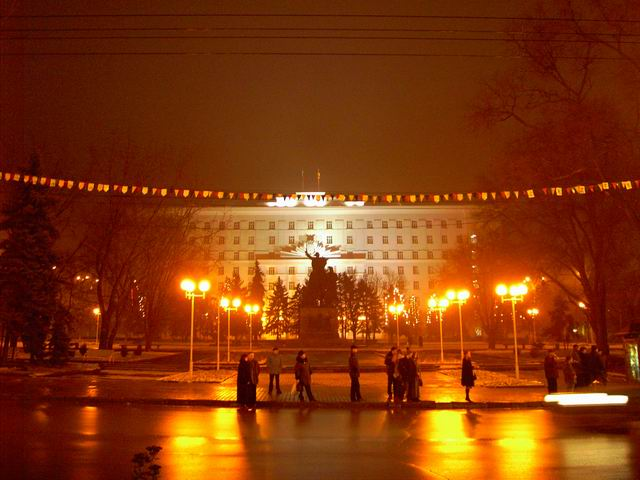
Centrum města Rostova na Donu

Rostovská oblast (rusky Ростовская о́бласть) je jednou z oblastí Ruské federace. Rozprostírá se na jihu evropské části země (v Jižním federálním okruhu) na dolním toku řeky Don a jeho ústí do Azovského moře.

## Historie
Rostovská oblast vznikla 13. září 1937.

## Oblastní symboly

### Vlajka
Vlajka Rostovské oblasti je tvořena listem, o poměru stran 2:3, se třemi vodorovnými pruhy – modrým, žlutým a červeným. Tradiční donská trikolora je doplněna při žerdi svislým, bílým pruhem, jehož šířka je rovna 1/5 délky vlajky.

## Geografie
Rostovská oblast sousedí s Voroněžskou oblastí na severu, s Volgogradskou oblastí na východě a s Krasnodarským a Stavropolským krajem na jihu. Na západě hraničí s Ukrajinou; západní část Rostovské oblasti společně s východními oblastmi Ukrajiny tvoří průmyslový region zvaný Donbas. Do oblasti zasahuje Taganrožský záliv Azovského moře.
Největší řekou je Don, na němž byla zbudována Cimljanská přehradní nádrž. Pravým přítokem Donu je Severní Doněc, levým Západní Manyč, který vytéká ze slaného a bažinatého jezera Manyč-Gudilo. Rostovská oblast je převážně rovinatá.

## Obyvatelstvo
Počtem obyvatel (4 303 500) se Rostovská oblast řadí na 6. místo v Rusku. Výsledky sčítání v roce 2002 uvádí 89 % Rusů, 2,7 % Ukrajinců, 2,5 % Arménů, 0,6 % Bělorusů, 0,6 % Turků; celkem 157 etnických skupin.
| Město               | Ruský název        | Obyvatelstvo (k 1. 1. 2005) |
| ------------------- | ------------------ | --------------------------- |
| Rostov na Donu      | Ростов-на-Дону     | 1.057.958                   |
| Taganrog            | Таганрог           | 272.953                     |
| Šachty              | Шахты              | 249.110                     |
| Novočerkassk        | Новочеркасск       | 180.808                     |
| Volgodonsk          | Волгодонск         | 171.370                     |
| Novošachtinsk       | Новошахтинск       | 116.191                     |
| Batajsk             | Батайск            | 104.832                     |
| Kamensk-Šachtinskij | Каменск-Шахтинский | 96.625                      |
| Azov                | Азов               | 82.573                      |
| Gukovo              | Гуково             | 69.161                      |
| Salsk               | Сальск             | 61.268                      |
| Doněck              | Донецк             | 52.075                      |
| Bělaja Kalitva      | Белая Калитва      | 46.172                      |
| Krasnyj Sulin       | Красный Сулин      | 43.380                      |
| Millerovo           | Миллерово          | 37.973                      |
| Aksaj               | Аксай              | 37.249                      |
| Morozovsk           | Морозовск          | 28.817                      |
| Zernograd           | Зерноград          | 28.218                      |
| Zverevo             | Зверево            | 24.569                      |
| Semikarakorsk       | Семикаракорск      | 23.278                      |
| Proletarsk          | Пролетарск         | 19.436                      |